# Ashmeadiella barberi
Ashmeadiella barberi är en biart som beskrevs av Michener 1939. Ashmeadiella barberi ingår i släktet Ashmeadiella och familjen buksamlarbin. Inga underarter finns listade i Catalogue of Life.